# Luis Altieri
Luis Altieri (Buenos Aires, 9 de julio de 1962) es un artista plástico y yogui argentino.
Estudió en la AEBA (Asociación Estímulo de Bellas Artes), y más tarde participó en talleres de Carlos Terribili, Carlos Tessarolo o Víctor Chab.
Ha exhibido su obra en varios sitios: Museo de Artes Plásticas Eduardo Sívori, Buenos Aires, Argentina, 1996; Florida Museum of Hispanic and Latin American Art , Miami, Estados Unidos, 1997; Galería Borkas, Lima, Perú, 1998; Casal de Cultura, Castelldefels, España, 2002; Galería Grillo Arte, Punta del Este, Uruguay, 2007, 2008, 2009, 2010, 2012; Kunst10Daagse, Bergen, Países Bajos, 2002;  etc.